# Dusas

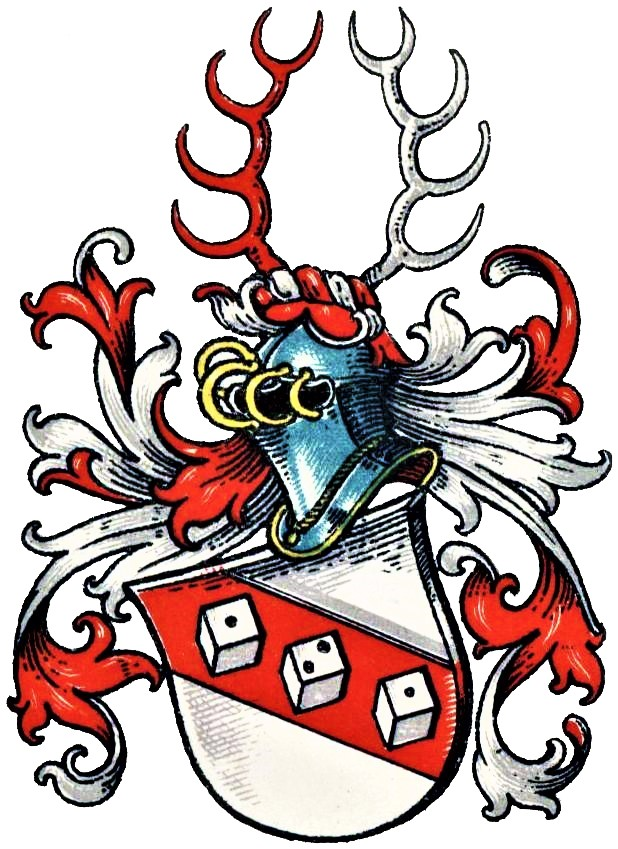
Wappen derer von Dusas im Wappenbuch des Westfälischen Adels

Dusas (auch: Dusaes o. ä.) ist der Name eines westfälischen Patrizier- und Adelsgeschlechts.

## Geschichte
Das Geschlecht gehörte zu den Münsteraner Erbmännern. Hermannus dictus Dusas war 1339 Richter in Münster. Zusammen mit diesem tritt auch ein Kristianus dictus Dusas auf. Der Münsteraner Bürger Hermann genannt Dusas war 1376 mit einer Christine verheiratet und hatte mit dieser die Kinder Christian, Gerhard und Adelheid. Johann Dusas, der 1407 bereits verstorben war, war mit Druda verheiratet. Ihre gemeinsamen Kinder hießen Godeke und Fenne. Witwe Druda und die Kinder erhielten 1407 die Hälfte vom Alvinghof im Kirchspiel Bösensell. 1499 war Johann Duesaes, Godekens Sohn und Bürger zu Münster, Besitzer des Alvinghofs. Der Alvinghof fiel später über Richmondis Dusas, ab 1551 erste Ehefrau des Heinrich von Caessem, an die Familie von Kassum. Gerburgis Dusaes wurde 1430 Äbtissin im Kloster St. Aegidii zu Münster. Ihre Eltern waren Johann Dusaes und Gertrud von der Tinnen. Dasselbe Kloster vergab 1432 einen Kredit von 18 Mark an Godeke Dusaes, der als Sicherheit Land am Delstruper Weg vor der Servatii-Porte stellte. 1530 wurde der damals gerade in Livland reisende Berndt Dusaes, Sohn des verstorbenen Godeken Dusaes und dessen Witwe Margarete, von seiner Mutter und den anderen Kindern wegen des elterlichen und brüderlichen Erbes mit einer Summe Geld abgefunden.
Die Letzte der Familie, Anna von Dusas, Tochter des Goddeken Dusas, lebte noch hochbetagt 1576.
Die Aussage von Max von Spießens, dass die Dusas in Livland Tausas genannt würden, ist nicht korrekt, wie Astaf von Transehe-Roseneck nachweisen konnte. Tatsächlich handelt es sich bei den Tausas um eine nicht-verwandte, wappenverschiedene Familie.

## Persönlichkeiten
- Gerburgis Dusaes, 1430–1442 Äbtissin im Kloster St. Aegidii zu Münster

## Wappen
Blasonierung im Wappenbuch des Westfälischen Adels: In Silber ein roter schrägrechter Balken mit drei silbernen Würfeln belegt, die Augen 1, 2, 1 (oder 1, 2, 2) zeigend. Auf dem rot-silbern bewulsteten Helm ein Hirschgeweih, rechts rot, links silbern. Die Helmdecken sind rot-silbern.
Bei dem Wappen handelt es sich um ein Redendes Wappen, denn die Würfel stehen für das Spiel und damit repräsentativ für das Daus (Spielkarte), die höchste Karte im Deutschen Kartenspiel.

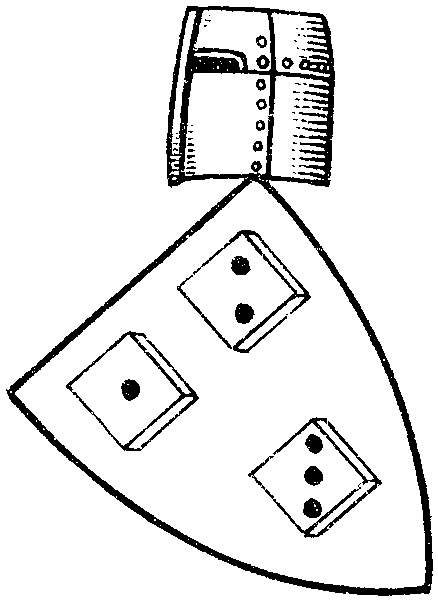
Wappenvariante im Wappenbuch des Westfälischen Adels
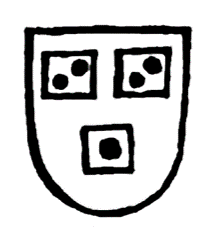
Wappenvariante bei Anton Fahne